# ناتان
ناتان هي دار نشر في فرنسا، كانت تسمى حتى عام 2000 بـ«فرنارد ناتان»، تنتمي إلى مجموعة إديتيس التي تنشط في نشر الكتب والمقررات المدرسية.

## كتبها
تنشر ناتان عدة كتب مدرسية من بينها «أكل الأسطر»(Croque-lignes)، و«جزيرة الكلمات»(L'île aux mots)في المرحلة الابتدائية، وكتب الدعم المدرسي في المنزل ك«أفهم كل شيء»(Je comprends tout) وغيرها.

## دور النشر التابعة لها
- روبرت: دار نشر تابعة لناتان، تنشط أساسيا في نشر القواميس المدرسية للمرحلة الابتدائية ك«روبرت جونيور»(Robert junior) وللمرحلة الثانوية الإعدادية: روبرت إعدادي (Robert collège).
- كلي الدولية
- م.د.إ
- الأحمر والذهبي
- سيروس

## وصلات خارجية
الموقع الرسمي لناتان